# Подключичная мышца
Подключичная мышца (лат. Musculus subclavius) — небольшая продолговатая мышца. Располагается ниже ключицы и параллельно ей. Прикрыта большой грудной мышцей. Начинается от хрящевой части I ребра. Направляясь латерально и вверх прикрепляется к нижней поверхности акромиальной части ключицы.

## Функция
Подкрепляет грудиноключичное сочленение. Оттягивает ключицу вниз и медиально. При неподвижном поясе верхней конечности поднимает первое ребро, являясь вспомогательной дыхательной мышцей.